# Alessandro Olivieri
Alessandro Olivieri (* 15. Februar 1872 in Senigallia; † 11. Oktober 1950 in Neapel) war ein italienischer Klassischer Philologe und Papyrologe.

## Leben
Alessandro Olivieri studierte nach dem Schulabschluss in Senigallia zunächst Medizin an der Universität La Sapienza in Rom. Unter dem Eindruck der Vorlesungen von Enea Piccolomini entschied er sich, das Studium der Philologie aufzunehmen. 1895 wechselte er an die Universität Bologna, angezogen vom Ruhm des Dichters Giosuè Carducci, der dort als Professor der italienischen Literatur wirkte. In Bologna erwarb Olivieri 1896 die Laurea mit einer Arbeit über den Tod Agamemnons nach den Angaben in der Odyssee, die von Vittorio Puntoni betreut wurde.
Im Jahr 1898 vertrat Olivieri den Lehrstuhl seines Doktorvaters Puntoni in Bologna. Im folgenden Jahr 1899 folgte er dem Ruf auf den Lehrstuhl für griechische Philologie an der Universität Catania, wo er sechs Jahre lang wirkte. 1905 wechselte er als Nachfolger von Ferdinando Flores an die Universität Neapel Federico II, wo er bis zu seinem Eintritt in den Ruhestand (1936) tätig war. Die Accademia dei Lincei wählte ihn 1922 zum korrespondierenden und 1946 zum ordentlichen Mitglied.
Zu seinen Schülern zählten Raffaele Cantarella, Vittorio De Falco und Francesco Sbordone.

## Wissenschaftliches Werk
Olivieri beschäftigte sich mit weiten Bereichen der griechischen Literatur. Den Mittelpunkt seiner Lebensarbeit bildete die Edition und Erklärung griechischer Poesie (Dorische Komödie und Phlyakenposse), Fachschriften (Astrologie, Philosophie und Medizin) und Inschriften. Bereits kurz nach seiner Promotion gab er eine Edition der astrologischen Schrift Katasterismoi heraus, die unter dem Namen des Eratosthenes überliefert war. Dadurch empfahl er sich Franz Cumont, der zu dieser Zeit in Zusammenarbeit mit anderen Philologen ein Verzeichnis der griechischen Handschriften mit astrologischen Texten plante (Catalogus Codicum Astrologorum Graecorum, CCAG). Olivieri übernahm die Beschreibung der Handschriften in den Florentiner Bibliotheken, die 1898 als erster CCAG-Band erschienen, und beteiligte sich auch an weiteren Bänden.
Bedingt durch den Umzug nach Neapel kam Olivieri mit dem Papyrusfunden aus Pompeji in Kontakt. Zwei Schriften des Philosophen Philodemos von Gadara veröffentlichte er in kritischen Editionen: Peri tou kath’ Homeron agathou basileos (Der gute König gemäß Homer, 1909) und Peri parrhesias (Über Freimut, 1914). Für Hans Lietzmanns Studienbuchreihe Kleine Texte veröffentlichte er eine kommentierte Edition der orphischen Goldtäfelchen (1915). Eine weitere Studienausgabe (mit griechischen juristischen Inschriften Siziliens und Unteritaliens) veröffentlichte er 1925 zusammen mit dem Rechtshistoriker Vincenzo Arangio-Ruiz (1884–1964).
Olivieris Studien zu den unteritalischen Formen der griechischen Komödie fanden zuerst in einer Ausgabe der Sizilischen Komödie (1921) Ausdruck. In erweiterter Form veröffentlichte er sie 1930 zusammen mit den Fragmenten der Phlyaken und des Dichters Sophron, und später erneut in zwei Bänden (1946–1947).
Die Medizingeschichte bereicherte Olivieri mit seiner kritischen Edition der Libri medicinales des spätantiken Arztes Aëtios von Amida (502–575), die als Teil des Corpus Medicorum Graecorum erschien (1935, 1950).

## Schriften (Auswahl)
- Pseudo-Eratosthenis Catasterismi. Leipzig 1897 (Mythographi Graeci 3,1)
- Catalogus Codicum Astrologorum Graecorum.
  - Bd. 1: Codices Florentinos. Brüssel 1898.
  - Bd. 2: Codices Venetos. Brüssel 1900 (mit Wilhelm Kroll).
- Philodemi Περὶ τοῦ καθ’ Ὅμηρον ἀγαθοῦ βασιλέως libellus. Leipzig 1909
- Philodemi Περὶ παρρησίας libellus. Leipzig 1914
- Lamellae aureae Orphicae. Bonn 1915 (Kleine Texte für Vorlesungen und Übungen 133)
- mit Vincenzo Arangio-Ruiz: Inscriptiones Graecae Siciliae et infimae Italiae ad ius pertinentes. Mailand 1925
- I frammenti della commedia siciliana. Testo e commento. Neapel 1921
  - erweiterte Fassung: Frammenti della commedia greca e del mimo nella Sicilia e nella Magna Grecia. Neapel 1930
  - 2., erweiterte und überarbeitete Auflage in zwei Bänden:
    - Band 1 (1946): Frammenti della commedia dorica siciliana
    - Band 2 (1947): Frammenti della commedia fliacica
- Civiltà greca nell’Italia meridionale. Neapel 1931
- Aetii Amideni Libri Medicinales I–IV. Leipzig/Berlin 1935 (Corpus Medicorum Graecorum 8,2)
- Aetii Amideni Libri Medicinales V–VIII. Leipzig/Berlin 1950 (Corpus Medicorum Graecorum 8,2)